# 파이퍼 J-3 컵

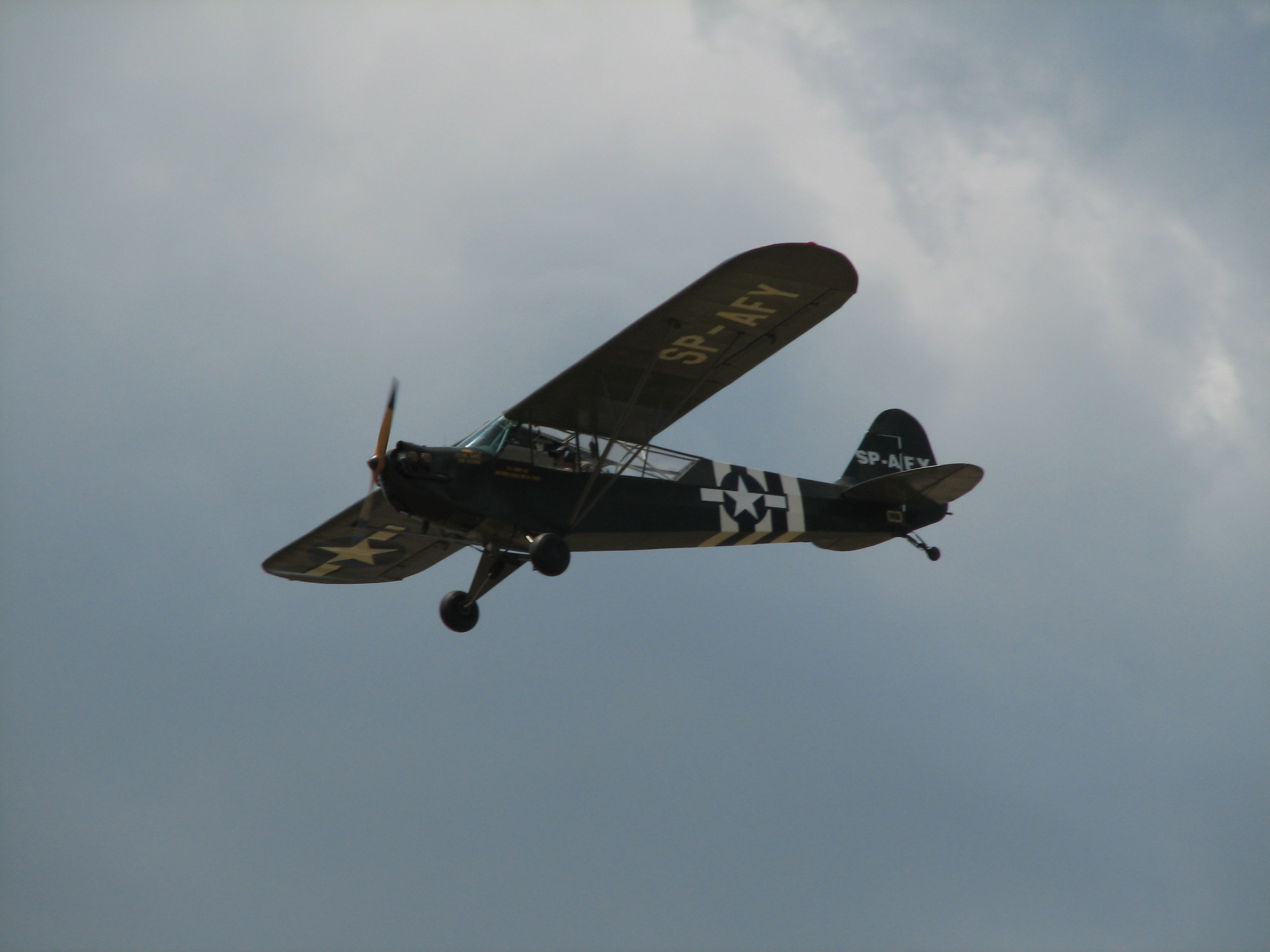
미국 공군 L-4 연락기

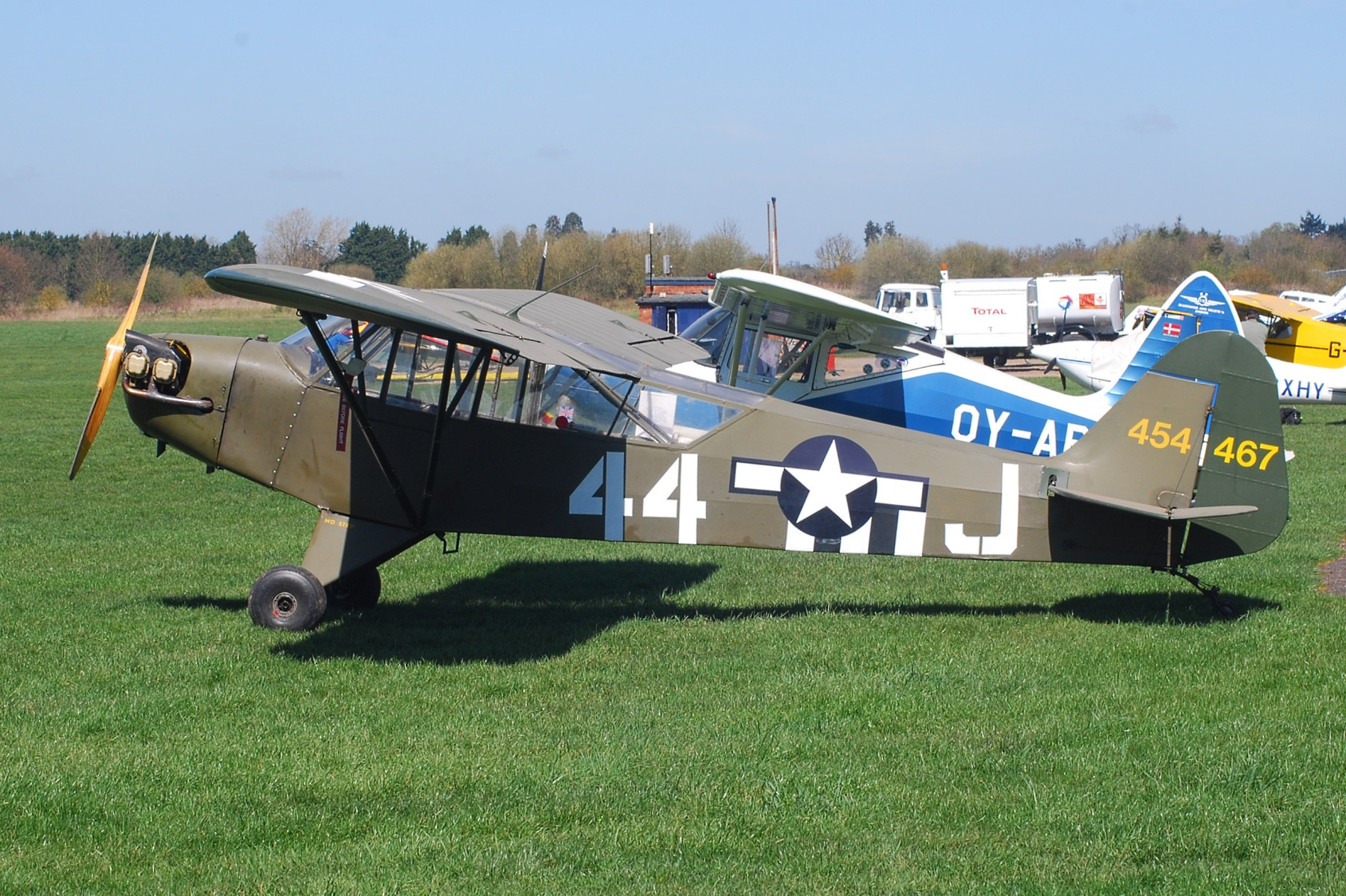
미국 공군 L-4 연락기

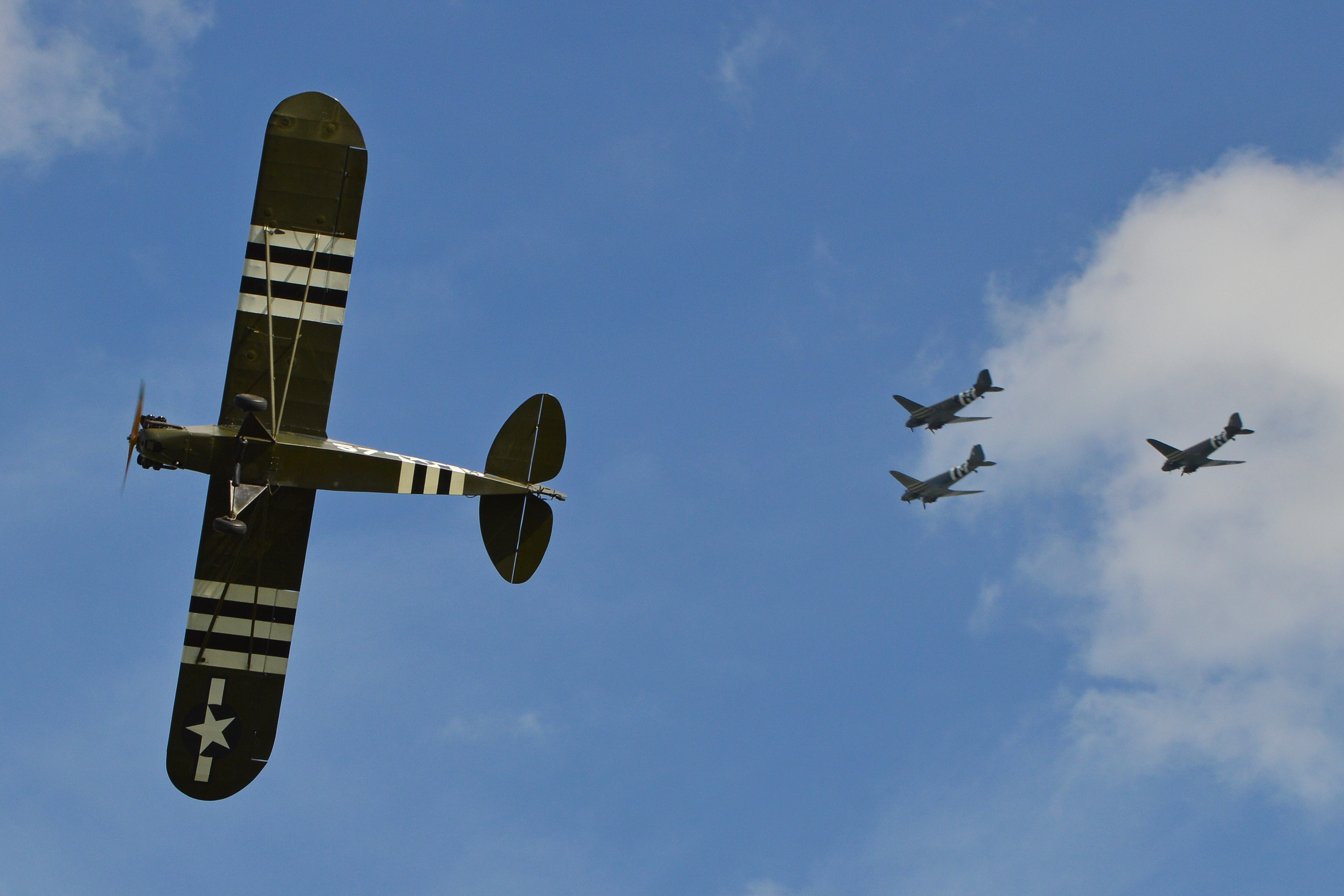

파이퍼 J-3 컵은 미국의 경비행기이다. 한국에선 L-4 연락기로 잘 알려져 있다.

## 역사
파이퍼 항공은 1938년부터 1947년까지 10년 동안 J-3를 2만대 생산했다.

## 대한민국
L-4 연락기는 대한민국 공군이 보유하였던 최초의 항공기로서, 공군사관학교에 전시되어 있는 것은 등록문화재 제462호이다.
1948년 9월13일, 대한민국 공군 전신인 육군항공대가 미군에서 10대를 인수했다.
미국 공군이 양도한 L-4 연락기의 별 마크 위에 태극 무늬를 칠했다. 그것이 현재 대한민국 공군의 국적 마크가 되었다.
한국전쟁 초기에는 후방석에 앉은 관측사가 폭탄을 품에 안고 출격, 투척하는 방식으로 동원됐고, 여수ㆍ순천사건 진압과 지리산 무장공비 토벌작전에도 쓰였다.

## 제원 (J3C-65 Cub)
일반 특성
- 승무원: 1명
- 정원: 승객 1명
- 길이: 22 ft 5 in (6.83 m)
- 날개폭: 35 ft 3 in (10.74 m)
- 높이: 6 ft 8 in (2.03 m)
- 날개면적: 178.5 ft² (16.58 m²)
- 경하중량: 765 lb (345 kg)
- 유효탑재량: 455 lb (205 kg)
- 최대이륙중량: 1,220 lb (550 kg)
- 엔진: 1 × Continental A-65-8 air-cooled horizontally opposed four cylinder, 65 hp (48 kW) at 2,350 rpm

성능
- 최고속도: 76 kn (87 mph, 140 km/h)
- 순항속도: 65 kn (75 mph, 121 km/h)
- 순항거리: 191 NM (220 mi, 354 km)
- 최대고도: 11,500 ft (3,500 m)
- 상승률: 450 ft/min (2.3 m/s)
- 날개하중: 6.84 lb/ft² (33.4 kg/m²)
- 추력대중량비: 18.75 lb/hp (11.35 kg/kW)

## 같이 보기
- 세스나 150